# Four Seasons Hotel Beyrouth
Le Four Seasons Hotel Beyrouth est un gratte-ciel de 120 mètres de hauteur construit à Beyrouth de 2006 à 2009.

## Description
L'immeuble abrite sur 26 étages desservis par 13 ascenseurs, un hôtel de la chaine Four Seasons.
La partie inférieure de l'édifice comprend un podium de 3 étages avec 4 restaurants et une salle de réunion. Il y a 5 étages en sous-sol.
Les architectes sont l'agence d'architecture américaine Kohn Pedersen Fox et la société libanaise Dar Al-Handasah. La décoration intérieure a été assurée par Pierre-Yves Rochon.